# Хуана Инес де ла Крус

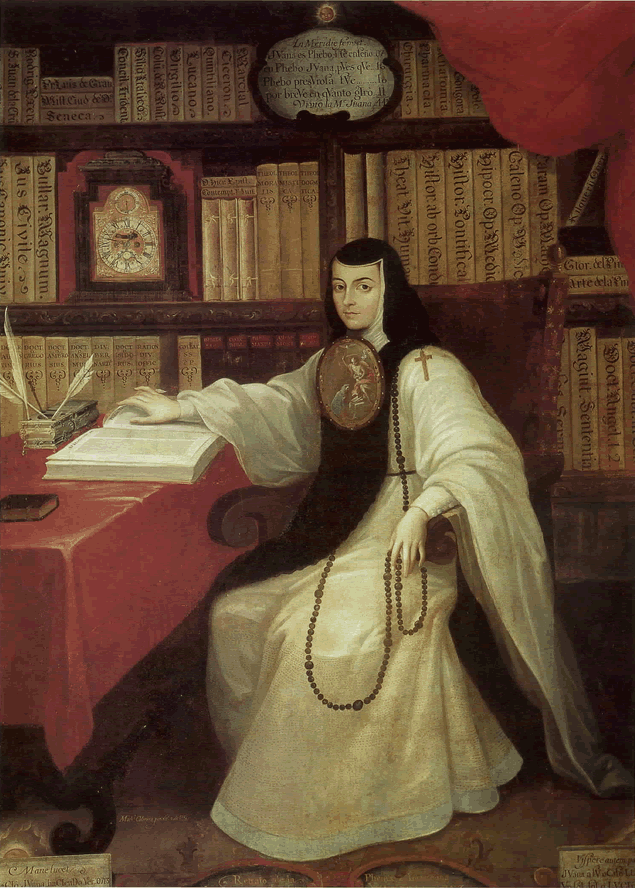
Мигель Кабрера. Портрет Хуаны Инес де ла Крус, ок. 1750 года.

Хуа́на Ине́с де Асба́хе и Рами́рес де Сантилья́на (исп. Juana Inés de Asbaje y Ramírez de Santillana), более известная как Сестра Хуана Инес де ла Крус (исп. Sor Juana Inés de la Cruz; 12 ноября 1651, Сан-Мигель де Непантла, Мексика — 17 апреля 1695, монастырь Святого Иеронима) — мексиканская поэтесса, монахиня-иеронимитка.

## Биография
Хуана Инес де Асбахе-и-Рамирес родилась 12 ноября 1651 года неподалёку от Мехико, в деревне Сан-Мигель-де-Непантла. Её родители, как предполагают, не были обвенчаны, и потому Хуана и две её старшие сестры записаны в приходских книгах как «дети Церкви», то есть незаконнорождённые.
К 6 годам она научилась писать, шить и вышивать, что в те времена составляло полное образование женщины. К восьми годам Хуана прочла всю библиотеку деда, включая труды по философии, богословию и медицине.
В 9 лет она рассталась с семьёй: мать отправила её в Мехико к дяде и тёте, богатым родственникам, вхожим во дворец вице-короля. По счастливой случайности они разглядели в девочке способности, предоставив Хуане возможность учиться. Новый курс самообразования включал литературу, естественные науки, математику, философию, теологию и иностранные языки. Ко всему этому Хуана выросла красавицей: светло-карие широко поставленные глаза, высокий лоб, прямой нос, изящные руки, обаятельная улыбка, живой и дружелюбный характер — всё это не могло не привлекать к ней людей.
В 1664 году Хуана была представлена при новом дворе и в кратчайшее время завоевала такую любовь высокой четы, что вице-королева сделала её своей первой фрейлиной. Эту должность она занимала около 5 лет. Тогда же она прославилась написанием стихов на испанском, языке ацтеков, а также на латыни. Писала она и для спектаклей, и для ночных концертов, и для церковных праздников, и для похорон.
Были у Хуаны и недоброжелатели. Однажды кто-то пустил слух, что её знания поверхностны и она умеет лишь внушать, что обладает ими. Для опровержения подобных напраслин вице-король принял решение организовать публичный экзамен, на котором Хуане задавали вопросы по всем отраслям знаний. Но она блестяще справилась с самыми каверзными заданиями.
Что касается личной жизни, то поклонников у Хуаны было множество, и практически все они были серьёзными претендентами на её руку и сердце. Но Хуана отказывала всем соискателям её руки.
В августе 1667 года Хуана сделала первую попытку уйти в монастырь. Но незадолго до этого реформированный устав обители Святого Иосифа ордена Босоногих кармелиток оказался слишком суровым для светской барышни. Она серьёзно заболела и по настоянию врачей покинула обитель спустя три месяца. Тем не менее в феврале 1669 года Хуана вступила в монастырь ордена Святого Иеронима и после короткого послушничества приняла постриг под именем Хуаны Инес де ла Крус.
В 1690 году Хуана написала опровержение на проповедь, составленную монахом-иезуитом Антонио Виэйрой. Совершенно неожиданно её частное письмо было издано. Публикация имела большой успех, однако церковное начальство в Мексике обвинило её в гордыне и пренебрежении монашеской заповедью послушания.

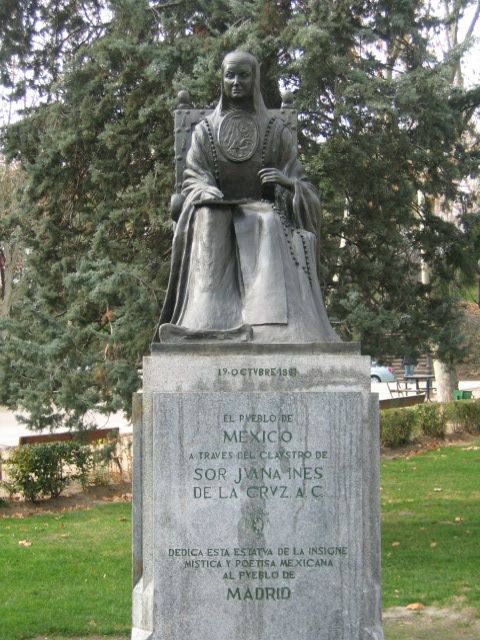
Памятник Хуане де ла Крус в Мадриде, дар мексиканского народа народу Испании

Чтобы восстановить своё доброе имя, сестра Хуана пишет и публикует последнее и, пожалуй, самое известное произведение — «Ответ сестре Филотее», где на примере своей жизни пытается показать, сколь необходимы могут быть для женщины познание и творчество.
Но её духовные руководители настояли на принятии сестрой Хуаной обета бедности. Вместе с обетом бедности она дала обет не прикасаться к перу и бумаге. Мехико пришёл в такое волнение от её религиозного рвения, что очередной архиепископ, следуя её примеру, тоже продал все книги, а также драгоценности, антиквариат и даже собственную кровать.
В 1695 году в монастыре началась эпидемия чумы, и, ухаживая за сестрами, она заразилась сама. 17 апреля того же года Хуаны Инес де ла Крус не стало. Сохраняя верность данному обету, она написала завещание на стене кельи пальцем, облитым собственной кровью: «Здесь будут отмечены день, месяц и год моей смерти. Во имя любви Господа и Его Пречистой Матери я молю своих возлюбленных сестер: и двух ныне живущих, и уже ушедших — помянуть меня перед Ним, хотя я была худшей женщиной на свете. Подписано: я, Хуана Инес де ла Крус».
Современники прозвали её «Десятой Музой» (или «Кастильской музой») и «Мексиканским фениксом». Вычурностью и туманностью стиль её произведений примыкает к так называемому «культизму» (см. Испанская литература). Её стихотворения выдержали несколько изданий при жизни автора и переиздаются по сей день. Известны также её светские комедии «Amor es más laberinto» и «Los empeños de una casa», а также ауто «El mártir del Sacramento San Hermenegildo» и «El cetro de José».
Фундаментальная монография о жизни, творчестве и значении сестры Хуаны принадлежит Октавио Пасу (1983, есть испанское и английское издания).
В честь Хуаны де ла Крус назван кратер на Меркурии. Её имя высечено золотыми буквами (бронзой с позолотой) на Стене почёта в зале заседаний Палаты депутатов мексиканского Конгресса.

## Русские переводы
- Хуана Инес де ла Крус. Десятая муза / Пер. с исп. И. Чежеговой. — М.: Художественная литература, 1973.